# Spalangia punctata
Spalangia punctata är en stekelart som beskrevs av Huang 1990. Spalangia punctata ingår i släktet Spalangia och familjen puppglanssteklar. Inga underarter finns listade i Catalogue of Life.